# Зелене (Мічурінський сільський округ)
Зеле́не (каз. Зеленое) — село у складі Байтерецького району Західноказахстанської області Казахстану. Входить до складу Мічурінського сільського округу.
У радянські часи село називалось Зелений або Птицекомбінат.
Населення — 323 особи (2021; 349 у 2009, 279 у 1999, 354 у 1989).